# Comuna Balașove, Ivanivka
Balașove (în ucraineană Балашове) este o comună în raionul Ivanivka, regiunea Herson, Ucraina, formată din satele Balașove (reședința) și Kvitkove.

## Demografie
Componența lingvistică a comunei Balașove
     Ucraineană (92,87%)
     Rusă (5,8%)
     Alte limbi (1%)
Conform recensământului din 2001, majoritatea populației comunei Balașove era vorbitoare de ucraineană (92,87%), existând în minoritate și vorbitori de rusă (5,8%).